# Evacuate the Dancefloor (single)
Evacuate the Dancefloor is de eerste single van het derde gelijknamige studioalbum Evacuate the Dancefloor van Cascada, in samenwerking met rapper Calprit. De single werd in het Verenigd Koninkrijk op 29 juni 2009 door All Around the World Productions uitgegeven en debuteerde op de eerste plaats in de UK Singles Chart. Het is het derde nummer van Cascada dat de hoogste plaats bereikte in de Hot Dance Airplay, en de tweede top 40 hit in de Billboard Hot 100, na Everytime We Touch in 2006. In verschillende landen bereikte het ook de hoogste plaats in de hitlijsten.

## Muziekstijl
Zoals al aangegeven is de muziekstijl van het nummer, iets verschillend met eerdere singles. De eurodance is zo'n beetje omgeruild met electropop en door de samenwerking met rapper Calprit is er ook wat R&B te horen. Ondanks dat is het nog steeds wel een dancesingle.

### Hitnotering
| "Evacuate the Dancefloor" in de Nederlandse Top 40 - binnen: 22-08-2009 | "Evacuate the Dancefloor" in de Nederlandse Top 40 - binnen: 22-08-2009 | "Evacuate the Dancefloor" in de Nederlandse Top 40 - binnen: 22-08-2009 | "Evacuate the Dancefloor" in de Nederlandse Top 40 - binnen: 22-08-2009 | "Evacuate the Dancefloor" in de Nederlandse Top 40 - binnen: 22-08-2009 | "Evacuate the Dancefloor" in de Nederlandse Top 40 - binnen: 22-08-2009 | "Evacuate the Dancefloor" in de Nederlandse Top 40 - binnen: 22-08-2009 | "Evacuate the Dancefloor" in de Nederlandse Top 40 - binnen: 22-08-2009 | "Evacuate the Dancefloor" in de Nederlandse Top 40 - binnen: 22-08-2009 | "Evacuate the Dancefloor" in de Nederlandse Top 40 - binnen: 22-08-2009 | "Evacuate the Dancefloor" in de Nederlandse Top 40 - binnen: 22-08-2009 | "Evacuate the Dancefloor" in de Nederlandse Top 40 - binnen: 22-08-2009 | "Evacuate the Dancefloor" in de Nederlandse Top 40 - binnen: 22-08-2009 | "Evacuate the Dancefloor" in de Nederlandse Top 40 - binnen: 22-08-2009 | "Evacuate the Dancefloor" in de Nederlandse Top 40 - binnen: 22-08-2009 | "Evacuate the Dancefloor" in de Nederlandse Top 40 - binnen: 22-08-2009 | "Evacuate the Dancefloor" in de Nederlandse Top 40 - binnen: 22-08-2009 | "Evacuate the Dancefloor" in de Nederlandse Top 40 - binnen: 22-08-2009 | "Evacuate the Dancefloor" in de Nederlandse Top 40 - binnen: 22-08-2009 |
| Week                                                                    | 1                                                                       | 2                                                                       | 3                                                                       | 4                                                                       | 5                                                                       | 6                                                                       | 7                                                                       | 8                                                                       | 9                                                                       | 10                                                                      | 11                                                                      | 12                                                                      | 13                                                                      | 14                                                                      | 15                                                                      | 16                                                                      | 17                                                                      |                                                                         |
| ----------------------------------------------------------------------- | ----------------------------------------------------------------------- | ----------------------------------------------------------------------- | ----------------------------------------------------------------------- | ----------------------------------------------------------------------- | ----------------------------------------------------------------------- | ----------------------------------------------------------------------- | ----------------------------------------------------------------------- | ----------------------------------------------------------------------- | ----------------------------------------------------------------------- | ----------------------------------------------------------------------- | ----------------------------------------------------------------------- | ----------------------------------------------------------------------- | ----------------------------------------------------------------------- | ----------------------------------------------------------------------- | ----------------------------------------------------------------------- | ----------------------------------------------------------------------- | ----------------------------------------------------------------------- | ----------------------------------------------------------------------- |
| Nummer                                                                  | 38                                                                      | 21                                                                      | 12                                                                      | 10                                                                      | 8                                                                       | 7                                                                       | 3                                                                       | 1                                                                       | 1                                                                       | 4                                                                       | 5                                                                       | 6                                                                       | 7                                                                       | 11                                                                      | 19                                                                      | 24                                                                      | 32                                                                      | uit                                                                     |

| "Evacuate the Dancefloor" in de Nederlandse Single Top 100 - binnen: 15-08-2009 | "Evacuate the Dancefloor" in de Nederlandse Single Top 100 - binnen: 15-08-2009 | "Evacuate the Dancefloor" in de Nederlandse Single Top 100 - binnen: 15-08-2009 | "Evacuate the Dancefloor" in de Nederlandse Single Top 100 - binnen: 15-08-2009 | "Evacuate the Dancefloor" in de Nederlandse Single Top 100 - binnen: 15-08-2009 | "Evacuate the Dancefloor" in de Nederlandse Single Top 100 - binnen: 15-08-2009 | "Evacuate the Dancefloor" in de Nederlandse Single Top 100 - binnen: 15-08-2009 | "Evacuate the Dancefloor" in de Nederlandse Single Top 100 - binnen: 15-08-2009 | "Evacuate the Dancefloor" in de Nederlandse Single Top 100 - binnen: 15-08-2009 | "Evacuate the Dancefloor" in de Nederlandse Single Top 100 - binnen: 15-08-2009 | "Evacuate the Dancefloor" in de Nederlandse Single Top 100 - binnen: 15-08-2009 | "Evacuate the Dancefloor" in de Nederlandse Single Top 100 - binnen: 15-08-2009 | "Evacuate the Dancefloor" in de Nederlandse Single Top 100 - binnen: 15-08-2009 | "Evacuate the Dancefloor" in de Nederlandse Single Top 100 - binnen: 15-08-2009 | "Evacuate the Dancefloor" in de Nederlandse Single Top 100 - binnen: 15-08-2009 | "Evacuate the Dancefloor" in de Nederlandse Single Top 100 - binnen: 15-08-2009 |
| Week                                                                            | 1                                                                               | 2                                                                               | 3                                                                               | 4                                                                               | 5                                                                               | 6                                                                               | 7                                                                               | 8                                                                               | 9                                                                               | 10                                                                              | 11                                                                              | 12                                                                              | 13                                                                              | 14                                                                              | 15                                                                              |
| ------------------------------------------------------------------------------- | ------------------------------------------------------------------------------- | ------------------------------------------------------------------------------- | ------------------------------------------------------------------------------- | ------------------------------------------------------------------------------- | ------------------------------------------------------------------------------- | ------------------------------------------------------------------------------- | ------------------------------------------------------------------------------- | ------------------------------------------------------------------------------- | ------------------------------------------------------------------------------- | ------------------------------------------------------------------------------- | ------------------------------------------------------------------------------- | ------------------------------------------------------------------------------- | ------------------------------------------------------------------------------- | ------------------------------------------------------------------------------- | ------------------------------------------------------------------------------- |
| Nummer                                                                          | 99                                                                              | 28                                                                              | 7                                                                               | 10                                                                              | 19                                                                              | 17                                                                              | 20                                                                              | 12                                                                              | 11                                                                              | 13                                                                              | 11                                                                              | 15                                                                              | 21                                                                              | 27                                                                              | 26                                                                              |
| Week                                                                            | 16                                                                              | 17                                                                              | 18                                                                              | 19                                                                              | 20                                                                              | 21                                                                              | 22                                                                              | 23                                                                              | 24                                                                              | 25                                                                              | 26                                                                              | 27                                                                              | 28                                                                              | 29                                                                              | 30                                                                              |
| Nummer                                                                          | 31                                                                              | 50                                                                              | 50                                                                              | 65                                                                              | 60                                                                              | 49                                                                              | 32                                                                              | 71                                                                              |                                                                                 |                                                                                 |                                                                                 |                                                                                 |                                                                                 |                                                                                 |                                                                                 |

| "Evacuate the Dancefloor" in de Vlaamse Ultratop 50 - binnen: 25-07-2009 | "Evacuate the Dancefloor" in de Vlaamse Ultratop 50 - binnen: 25-07-2009 | "Evacuate the Dancefloor" in de Vlaamse Ultratop 50 - binnen: 25-07-2009 | "Evacuate the Dancefloor" in de Vlaamse Ultratop 50 - binnen: 25-07-2009 | "Evacuate the Dancefloor" in de Vlaamse Ultratop 50 - binnen: 25-07-2009 | "Evacuate the Dancefloor" in de Vlaamse Ultratop 50 - binnen: 25-07-2009 | "Evacuate the Dancefloor" in de Vlaamse Ultratop 50 - binnen: 25-07-2009 | "Evacuate the Dancefloor" in de Vlaamse Ultratop 50 - binnen: 25-07-2009 | "Evacuate the Dancefloor" in de Vlaamse Ultratop 50 - binnen: 25-07-2009 | "Evacuate the Dancefloor" in de Vlaamse Ultratop 50 - binnen: 25-07-2009 | "Evacuate the Dancefloor" in de Vlaamse Ultratop 50 - binnen: 25-07-2009 | "Evacuate the Dancefloor" in de Vlaamse Ultratop 50 - binnen: 25-07-2009 | "Evacuate the Dancefloor" in de Vlaamse Ultratop 50 - binnen: 25-07-2009 | "Evacuate the Dancefloor" in de Vlaamse Ultratop 50 - binnen: 25-07-2009 | "Evacuate the Dancefloor" in de Vlaamse Ultratop 50 - binnen: 25-07-2009 | "Evacuate the Dancefloor" in de Vlaamse Ultratop 50 - binnen: 25-07-2009 |
| Week                                                                     | 1                                                                        | 2                                                                        | 3                                                                        | 4                                                                        | 5                                                                        | 6                                                                        | 7                                                                        | 8                                                                        | 9                                                                        | 10                                                                       | 11                                                                       | 12                                                                       | 13                                                                       | 14                                                                       | 15                                                                       |
| ------------------------------------------------------------------------ | ------------------------------------------------------------------------ | ------------------------------------------------------------------------ | ------------------------------------------------------------------------ | ------------------------------------------------------------------------ | ------------------------------------------------------------------------ | ------------------------------------------------------------------------ | ------------------------------------------------------------------------ | ------------------------------------------------------------------------ | ------------------------------------------------------------------------ | ------------------------------------------------------------------------ | ------------------------------------------------------------------------ | ------------------------------------------------------------------------ | ------------------------------------------------------------------------ | ------------------------------------------------------------------------ | ------------------------------------------------------------------------ |
| Nummer                                                                   | 35                                                                       | 27                                                                       | 20                                                                       | 17                                                                       | 11                                                                       | 6                                                                        | 6                                                                        | 6                                                                        | 6                                                                        | 8                                                                        | 9                                                                        | 13                                                                       | 9                                                                        | 11                                                                       | 13                                                                       |
| Week                                                                     | 16                                                                       | 17                                                                       | 18                                                                       | 19                                                                       | 20                                                                       | 21                                                                       | 22                                                                       | 23                                                                       | 24                                                                       | 25                                                                       | 26                                                                       | 27                                                                       | 28                                                                       | 29                                                                       | 30                                                                       |
| Nummer                                                                   | 12                                                                       | 11                                                                       | 13                                                                       | 19                                                                       | 28                                                                       | 31                                                                       | 40                                                                       | 41                                                                       | 34                                                                       | 36                                                                       | uit                                                                      |                                                                          |                                                                          |                                                                          |                                                                          |